# 민족독일인 자위단

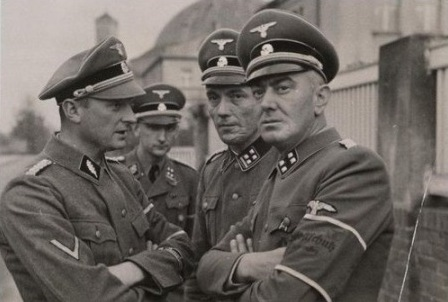
비드고슈치 학살 현장의 민족독일인 자위단 지도부. 왼쪽에서 오른쪽 순서로:
루돌프 야코프 폰 알펜슐레벤 연대지도자,
에리히 슈파르만 상급돌격대지도자,
한스 쾨초프 상급돌격대지도자,
크리스티안 슈눙 돌격대지도자.

민족독일인 자위단(독일어: Volksdeutscher Selbstschutz 폴크스도이체 젤프슈츠후츠[*])는 민족독일인, 특히 독일계 폴란드인들로 구성된 준군사조직이다.  이들은 제2차 세계 대전 발발을 전후해 폴란드 제2공화국 영토에서 활동하였으며, 나치 독일군의 학살에 적극 협조하였다.
1940년 봄을 전후해 폴란드 정복이 완료되고 자위단원들이 친위대 또는 게슈타포 입대를 권고받으면서 단체는 해산되었고 대신 1940년 여름 특별복무대대들이 만들어져 그리로 옮겨갔다. 독일계 폴란드인들에 의해 자행된 대규모 학살은 전쟁이 독일의 패망으로 끝난 뒤 독일인 추방의 이유가 되었다.